# Иосифов, Никита Игоревич
Никита Игоревич Ио́сифов (род. 11 апреля 2001, Мичуринск, Тамбовская область) — российский футболист, полузащитник словенского клуба «Целе».

## Биография
Футболом начинал заниматься в Мичуринске, под руководством В. В. Парусова, играл в местной команде на первенство города, а также выступал за команду тамбовской академии на региональных турнирах. Затем отправился на просмотр в академию «Спартака», куда в итоге и перешёл. В 2018 году присоединился к молодёжной команде «Локомотива», в составе которой выступал в молодёжном первенстве и в Юношеской лиге УЕФА.
В сезоне 2019/20 начал выступать за фарм-клуб «Локомотив-Казанка» в первенстве ПФЛ. Дебют состоялся 23 августа 2019 года в игре со «Знаменем Труда», в которой Иосифов вышел в стартовом составе и провёл на поле 73 минуты.
Летом 2020 года начал попадать в заявку главной команды на матчи чемпионата России. 11 августа дебютировал за «Локомотив» в Премьер-лиге. В матче с «Рубином» появился на поле в компенсированное время, заменив Дмитрия Баринова.
В июле 2021 года заключил соглашение с испанским «Вильярреалом». 30 ноября 2021 года в матче Кубка Испании против «Виктории» отметился голом. Дебютировал в Примере 22 января 2022 года в матче против «Мальорки».
Также играл за фарм-клуб команды «Вильярреал B», начав выступления сначала в третьем по значимости дивизионе Испании, а с сезона 2022/23 — в Сегунде. Первый гол в Сегунде забил 19 марта 2023 года в ворота «Картахены».
30 июня 2023 покинул «Вильярреал» и перешёл в клуб Сегунды «Мирандес».
19 января 2024 года перешёл в клуб третьего испанского дивизиона «Кастельон». Дебютировал 28 января в матче чемпионата против «Антекеры».
Первое результативное действие за клуб сделал в матче против 2 команды «Гранада».
1 августа 2024 года перешёл свободным агентом в клуб первого словенского дивизиона «Целе», который в предыдущем сезоне 2023/2024 стал чемпионом Словении.
14 мая 2025 года выиграл с «Целе» Кубок Словении, отметившись голом в финале против «Копера» (4:0).

## Достижения
«Локомотив» (Москва)
- Обладатель Кубка России: 2021

«Целе»
- Обладатель Кубка Словении: 2024/25

## Статистика

### Клубная статистика
| Выступление         | Выступление      | Выступление      | Лига | Лига | Кубки | Кубки | Еврокубки | Еврокубки | Прочее | Прочее | Итого | Итого |
| Клуб                | Лига             | Сезон            | Игры | Голы | Игры  | Голы  | Игры      | Голы      | Игры   | Голы   | Игры  | Голы  |
| ------------------- | ---------------- | ---------------- | ---- | ---- | ----- | ----- | --------- | --------- | ------ | ------ | ----- | ----- |
| Локомотив (Москва)  | Премьер-лига     | 2020/21          | 4    | 0    | 1     | 0     | 1         | 0         | —      | —      | 6     | 0     |
| Локомотив (Москва)  | Итого            | Итого            | 4    | 0    | 1     | 0     | 1         | 0         | —      | —      | 6     | 0     |
| → Локомотив-Казанка | ПФЛ              | 2019/20          | 10   | 2    | —     | —     | —         | —         | —      | —      | 10    | 2     |
| → Локомотив-Казанка | ПФЛ              | 2020/21          | 5    | 0    | —     | —     | —         | —         | —      | —      | 5     | 0     |
| → Локомотив-Казанка | Итого            | Итого            | 15   | 2    | —     | —     | —         | —         | —      | —      | 15    | 2     |
| Вильярреал          | Ла Лига          | 2021/22          | 1    | 0    | 1     | 1     | 0         | 0         | —      | —      | 2     | 1     |
| Вильярреал          | Итого            | Итого            | 1    | 0    | 1     | 1     | 0         | 0         | —      | —      | 2     | 1     |
| → Вильярреал B      | Первый дивизион  | 2021/22          | 28   | 5    | —     | —     | —         | —         | 2      | 1      | 30    | 6     |
| → Вильярреал B      | Сегунда          | 2022/23          | 13   | 1    | —     | —     | —         | —         | —      | —      | 13    | 1     |
| → Вильярреал B      | Итого            | Итого            | 41   | 6    | —     | —     | —         | —         | 2      | 1      | 43    | 7     |
| Мирандес            | Сегунда          | 2023/24          | 3    | 0    | 0     | 0     | —         | —         | —      | —      | 3     | 0     |
| Мирандес            | Итого            | Итого            | 3    | 0    | 0     | 0     | —         | —         | —      | —      | 3     | 0     |
| Всего за карьеру    | Всего за карьеру | Всего за карьеру | 64   | 8    | 2     | 1     | 1         | 0         | 2      | 1      | 69    | 10    |

### Сборная
Молодёжная сборная России
| № | Дата            | Оппонент | Счёт | Голы | Пасы | Карточки | Минуты    | Соревнование              |
| - | --------------- | -------- | ---- | ---- | ---- | -------- | --------- | ------------------------- |
| 1 | 7 сентября 2021 | Мальта   | 6:0  | —    | 1    | —        | 23'( 67') | Отбор МЧЕ-2023 (группа С) |
| 2 | 12 ноября 2021  | Словакия | 3:0  | —    | —    | —        | 31'( 59') | Отбор МЧЕ-2023 (группа С) |

Итого: сыграно матчей: 2 / забито голов: 0; победы: 2, ничьи: 0, поражения: 0.